# Bisere pred svinje
(Ne bacajte) bisere pred svinje (lat. Margaritas ante porcos) je skraćena izreka, koja je zapravo bila jedna u nizu pouka koje je Hristos dao svojim učenicima tokom "Besede na gori" (Jevanđelje po Mateju 7,6).
sto znači:
Ne dajte svetinje psima; niti bacajte bisera svojih pred svinje da ih ne pogaze nogama svojim, i okrenuvši se ne rastrgnu vas.

## Duhovno i psihološko tumačenje
Poruka je bila da se uzvišene stvari, božanske tajne koje im je Bog otkrio i samim tim svetinje, ne daju i ne otkrivaju onome ko ih ne zna ceniti, odnosno ko još uvek nije kadar da to primi. Onome ko je ogrezao u grehu nije uputno davati "tvrdu hranu", ono što je sveto, jer neće umeti da se prema tome odnosi sa poštovanjem, nego naprotiv - okrenuće se i protiv tog dobra i protiv dobročinitelja.
Ova pouka se koristi i u profanom smislu, da ne treba otkrivati svoje najvrednije delove duše (dakle, ono što je za svakoga "svetinja") nekome ko to zbog svoje pokvarenosti neće umeti, tj. nije u stanju da poštuje, nego će još i zloupotrebiti protiv tebe.